# (278361) 2007 JJ43
(278361) 2007 JJ43 – planetoida z grupy obiektów transneptunowych.
Jest to obiekt o jasności absolutnej ok. 4,5m. Kwalifikuje to ją jako jednego z kandydatów na planetę karłowatą.

## Odkrycie i oznaczenie
Planetoida została odkryta 14 maja 2007 w Obserwatorium Palomar. Nie ma ona jeszcze nazwy własnej, ale oznaczenie prowizoryczne i ma nadany stały numer.

## Orbita
W 2020 roku planetoida znajdowała się w odległości ok. 40,9 j.a. od Słońca, a przez peryhelium przejdzie w 2036 roku.
Już po odkryciu udało się ją zlokalizować na wcześniejszych zdjęciach wykonanych począwszy od 10 maja 2002 roku. W sumie do 2016 roku w czasie ponad 13 lat wykonano ponad 200 pomiarów jej pozycji.